# 107ª Brigata artiglieria lanciarazzi "Kremenčuk"
La 107ª Brigata artiglieria lanciarazzi "Kremenčuk" (in ucraino 107-ма реакти́вна артилерійська Кременчуцька бригада?, 107-ma reaktyvna artylerijs'ka Kremenčuc'ka bryhada, unità militare A1546) è un'unità di artiglieria lanciarazzi direttamente subordinata al Comando delle Forze terrestri ucraine, con base a Kremenčuk.

## Storia

### Unione Sovietica
Le tradizioni di questa unità si rifanno alla 67ª Brigata di artiglieria campale, unità sovietica costituitasi il 16 dicembre 1942 nei pressi di Mosca. Nel maggio del 1943 completò l'addestramento e venne equipaggiata con obici M-30. Combatté a Leningrado, Ucraina, Moldavia, Romania e Ungheria, terminando la guerra in Austria. Durante il conflitto la brigata venne insignita dell'Ordine di Kutuzov di II Classe (revocato dal governo ucraino nel 2015). Nel 1967 l'unità venne ricostituita come 107ª Brigata missili, all'interno della 6ª Armata corazzata delle guardie, con base a Kremenčuk, dove si trova ancora oggi. Nel 1992, in seguito all'indipendenza dell'Ucraina, venne rilevata da quest'ultima.

### Ucraina

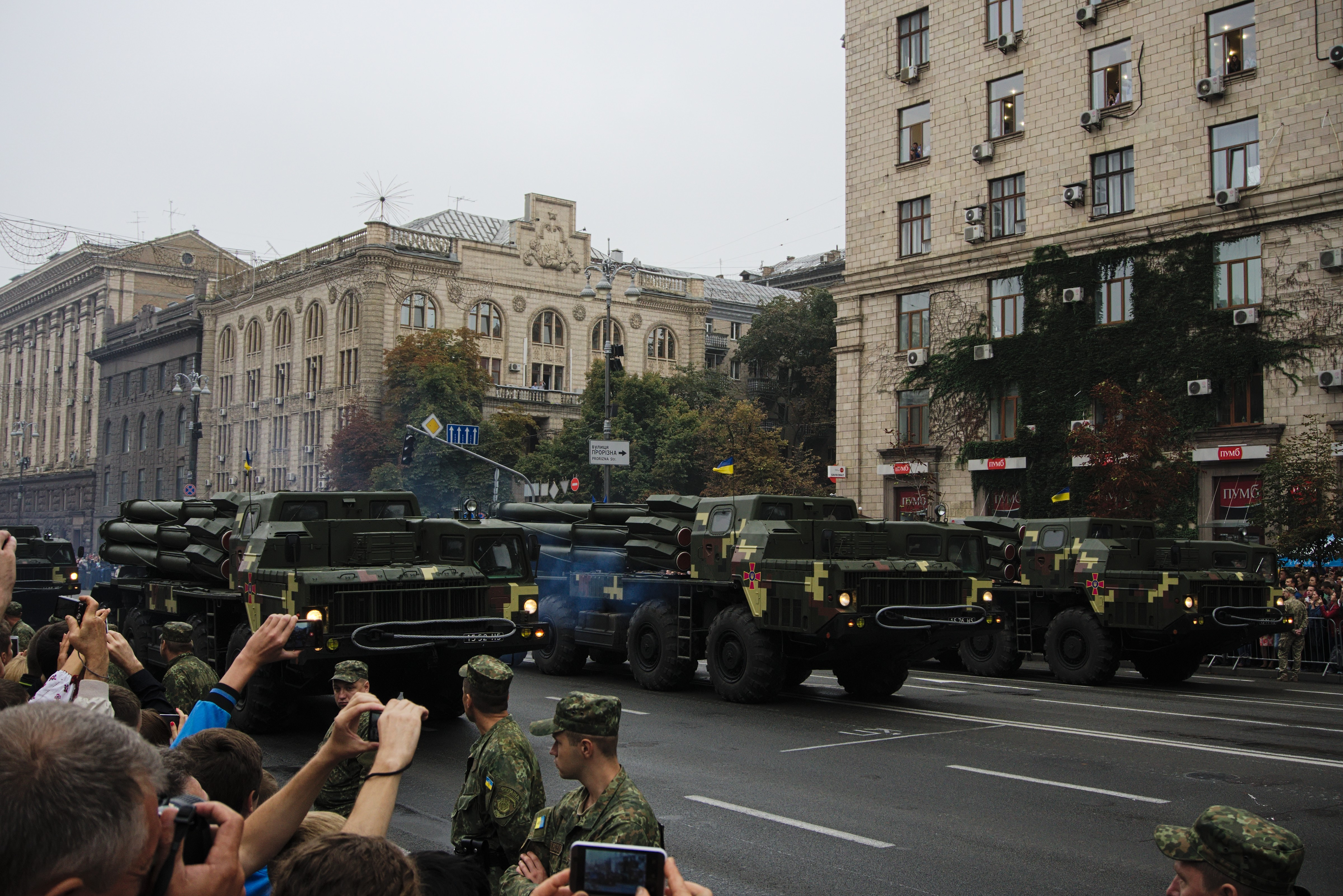
BM-30 Smerch durante una parata, 2016

Al momento dell'ingresso nel neonato esercito ucraino, la brigata era armata di lanciamissili SS-1 Scud, in seguito sostituiti, nel 2003, dai Točka-U. Nel 2005 venne riorganizzata come un reggimento ed equipaggiata con gli attuali Smerch. Nei primi anni 2000 elementi del reggimento hanno partecipato a missioni di peacekeeping in Kosovo, Costa d'Avorio e Sierra Leone.
In seguito allo scoppio della guerra del Donbass, l'unità è stata impiegata in combattimento fra il 2014 e il 2015, prendendo parte alla battaglia di Debal'ceve e a diversi scontri presso Ilovajs'k, Kramators'k e Bachmut.
Nel 2019 venne di nuovo trasformata in brigata, nell'ambito del progetto di riforma delle forze armate ucraine. Secondo gli osservatori ciò venne fatto in particolar modo in preparazione all'entrata in servizio dei nuovi sistemi lanciamissili Vil'cha, che nello stesso anno furono testati con successo proprio presso questa unità.
Durante l'invasione russa dell'Ucraina la brigata ha contribuito alla difesa di Kiev e Černihiv dall'offensiva russa, operando in seguito durante la controffensiva di Charkiv e durante la liberazione dell'Isola dei Serpenti. Successivamente è stata schierata nell'Ucraina orientale. L'11 dicembre 2022 è stata ufficialmente intitolata "Kremenčuk" in onore della città dove risiede fin dagli anni 60. Nell'ottobre 2023 l'unità ha svolto un ruolo cruciale nel respingere la prima fase dell'offensiva russa su Avdiïvka, infliggendo pesantissime perdite alle truppe meccanizzate avversarie. Nel corso del 2024 ha svolto missioni di combattimento nelle regioni di Charkiv, Luhans'k, Donec'k, Zaporižžja, Cherson. Il 6 dicembre 2024, in occasione della Giornata delle Forze Armate, la brigata è stata insignita del titolo onorifico "Per il Valore e il Coraggio" da parte del presidente ucraino Volodymyr Zelens'kyj.

## Struttura
- Comando di brigata[16]
- 1º Battaglione artiglieria
- 2º Battaglione artiglieria
- 3º Battaglione artiglieria
- 4º Battaglione artiglieria
- Battaglione acquisizione obiettivi
- Compagnia genio
- Compagnia manutenzione
- Compagnia logistica
- Compagnia comunicazioni
- Compagnia radar
- Plotone difesa NBC
- Plotone medico

## Simboli
Lo stemma della brigata consiste in uno scudo verde bordato di rosso. Al centro si trova un drago dorato, simbolo di forza e di appartenenza dell'unità all'artiglieria lanciarazzi.

## Comandanti
- Colonnello Vitalij Dobrunov (1992-2004)
- Colonnello Serhij Škuratov (2004-2011)
- Colonnello Mykola Komlyk (2012-2015)
- Colonnello Oleksandr Kelembet (2015-in carica)